# Hincovce
Hincovce – wieś (obec) na Słowacji położona w kraju koszyckim, w powiecie Nowa Wieś Spiska. Pierwsze wzmianki o miejscowości pochodzą z roku 1320.
Według danych z dnia 31 grudnia 2012, wieś zamieszkiwało 237 osób, w tym 114 kobiet i 123 mężczyzn.
W 2001 roku pod względem narodowości i przynależności etnicznej 99,49% mieszkańców stanowili Słowacy.
Ze względu na wyznawaną religię struktura mieszkańców kształtowała się w 2001 roku następująco:
- Katolicy rzymscy – 95,45%
- Ewangelicy – 1,01%
- Ateiści – 3,54%